# Elytraria
Elytraria es un género de plantas con flores perteneciente a la familia Acanthaceae. El género tiene 42 especies de hierbas descritas y de estas, solo 21 aceptadas. están distribuidas por las regiones cálidas y tropicales del mundo.

## Descripción
Son hierbas caulescentes, ocasionalmente acaulescentes, que alcanzan un tamaño de hasta 0.5 m de alto; tallos teretes a subcuadrangulares, glabros a pubérulos generalmente en 2 líneas. Hojas ovado-lanceoladas, 3.5–13 cm de largo y 2–4.5 cm de ancho, ápice agudo, base atenuada y ahusada sobre un pecíolo alado, márgenes undulados, escasamente pilosas pero los tricomas más densos en los nervios principales, cistolitos ausentes; pecíolos hasta 2 cm de largo o ausentes, pilosos. Inflorescencias 1–numerosas espigas axilares y terminales, 5–28 cm de largo, ramificadas o simples, pedúnculos cubiertos de brácteas ovadas o subuladas, envainadoras, ligeramente aplicadas, brácteas florales oblongas a elípticas, 4–6 mm de largo y 1.5–2 mm de ancho, aristadas en el ápice y rígidas, brácteas superiores con 4 alas hialinas. Frutos elípticos, de 3 mm de largo y 1 mm de ancho, glabros; semillas sobre funículos papiliformes.

## Taxonomía
El género fue descrito por André Michaux y publicado en Flora Boreali-Americana 1: 8–9, pl. 1. 1803. La especie tipo es: Elytraria virgata Michx. 

## Especies seleccionadas
- Elytraria acaulis
- Elytraria acuminata
- Elytraria amara
- Elytraria angustifolia